# Lineodes albicincta
Lineodes albicincta là một loài bướm đêm trong họ Crambidae.